# أوكين
القديس أوكين هو قديس مصري ولد في منطقة القلزم (السويس حاليًا)، ومارس مهنة الغطس في مياه البحر الأحمر لصيد اللآلئ الثمينة وبيعها وظل في هذه المهنة مدة 25 سنة.
ترهب في أحد أديرة القديس باخوميوس في منطقة طيبة في صعيد مصر، وبعد قليل توجه ليعيش في منطقة جبل نتريا التي كان قد أسسها القديس آمون المتوحد.
ولما اشتهر بقداسته ومعجزاته وطبقت شهرته الآفاق خاف من المجد الباطل فتركها وتوجه هو وبعض تلاميذه إلى بلاد سوريا والعراق حيث بشر فيها باسم المسيح وأهدى الكثير إلى الإيمان المسيحي.
وهناك أسس ديرًا على جبل الأزل بالقرب من مدينة نصيبين بشمال بلاد ما بين النهرين، وفيها تلمذ على يديه الكثيرون، وبلغ عدد تلاميذه 70 تلميذًا على عدد رسل السيد المسيح الذين أرسلهم للكرازة والتبشير، حتى أن الناس كانوا يلقبونه بالمسيح الثاني، وهو يعتبر المبشر الأول لبلاد الأكراد وشمال سوريا والعراق.
لم يعثر على أسماء كل تلاميذه لكن على بعض الأسماء القليلة مثل أولاغ السبعي، توما المصري، أليشع، ماريادت الإسكندري، إشعياء، سرابيون القبطي، زكريا، مار حبيب، مار بسيانا المصري وميخائيل كاتب السيرة.
أسس كثير من تلاميذه أديرة في العراق وفارس وتعمرت بالرهبان، ولكن لما انتشرت النسطورية في بلاد العراق وفارس استولى النساطرة على دير الأنبا أوكين بجبل الأزل وكثير من أديرة تلاميذه.
يعتبر القديس أوكين هو مؤسس الرهبنة في بلاد العراق وكردستان وإيران وجنوب تركيا. ولما أكمل سعيه مرض قليلًا فبارك تلاميذه الرهبان ورسم على نفسه علامة الصليب وسلم روحه بيد المسيح الذي أحبه وخدمه، وكان ذلك في شهر أبريل سنة 363 ميلادية. صلى عليه تلاميذه بحزن شديد ودفنوه في مقبرة الدير بإكرام جزيل.

## نشأته
كان القديس الأنبا أوكين من أرض مصر واسم بلده القلزم أو السويس حاليًا، كان يعمل جاهدّا أن تكون له أعمال روحانية لكي يدوم ذكره إلى الأبد وكانت صناعته غواصًا، فكان يغوص في البحر الأحمر ويلتقط الجواهر (لآلئ البحر)، فكان يوميًا يضع على وجهه وجهًا (غطاءً) زجاجيًا – كما هو معتاد عليه في هذه الصنعة، ويغوص في البحر ويخرج هذه اللآلئ ويبيعها ويصرف ثمنها على المساكين والأيتام والكنائس والأديرة، ويطلب من السيد المسيح أن يعطيه أجرًا في ملكوته، وكان يترجى أن ينظر ما نظره القديس بولس الرسول ذلك الذي «ما لم تر عين ولم تسمع أذن ولم يخطر على بال إنسان ما أعده الله للذين يحبونه».

## رؤية القديس
وفي أحد الأيام نزل إلى البحر كعادته فرأى وهي شبه كوكب مضيء يمشي على وجه الماء أمامه، وعندما رأى القديس ذلك تعجب جدًا متفكرًا في نفسه متسائلاً عن هذا المنظر «ما هو هذا المنظر الذي رأيته أنا اليوم في البحر؟» ثم رأى منظرًا إلهيًا مرسلاً من الله وفي تلك الساعة أضاء وجه القديس أوكين وحلت عليه نعمة إلهية، فتقدم وازداد في أعماله الصالحة، في صلاته، في صومه، وفي رحمته على المساكين والمتألمين وتشبه بطابيثا المذكورة في سفر أعمال الرسل. ظل القديس أوكين مداومًا على ذلك في مدينة القلزم لمدة خمسة وعشرين عامًا، فلما نظر الله إرادته المقدسة، أعطاه موهبة عظيمة وهي أن يعين السفن التي على وشك الغرق في البحار، كما أعطاه أيضًا أن يمشي على الماء كالمشي على اليابسة وأعطاه سلطانًا أن يهديء العواصف عن السفن التي كانت تجتاز في ذلك المكان. في أحد الأيام رأى مركب لصوص (قراصنة) جاءوا لنهب وسرقة مركب آخر لبعض التجار، فغار وقام بمحبة إلهية ومشى على الماء حتى أتى إلى مركب التجار وخلصهم من أيدي اللصوص، وبصلاته أرسل الله ريحًا من التيمن (جنوبية) وأبعدت مركب اللصوص عن مركب التجار مسافة تسعين فرسخًا (أي 270 ميلًا)، كما أرسل الله أيضًا ريحًا من الشمال ساعدت مركب التجار للوصول إلى الميناء بمدينة القلزم، فلما أبصر التجار ما حدث وما فعله القديس معهم، خافوا وتعجبوا جدًا لأن أبصروه هو سبب خلاص نفوسهم فاجتمعوا وتشاوروا فيما بينهم، وقالوا هذا رجل إلهي، وبصلاته خلصنا الله من أولئك اللصوص ثم أعطوا القديس ثلاثين أوقية من الذهب وسألوه أن يصلي لأجلهم ويطلق سراحهم بسلام أخذ القديس الذهب من بين أيديهم وبدأ يبني ديرًا لكي يصعد منه تسبيحًا للرب، فكان لا يكتر لنفسه شيئًا، طاعةً لقول السيد المسيح «لا تكتروا لكم كنوزًا على الأرض حيث يفسد السوس والصدأ وحيث ينقب السارقون ويسرقون. بل اكتروا لكم كنوزًا في السماء حيث لا يفسد سوس ولا صدأ وحيث لا ينقب سارقون ويسرقون. لأنه حيث يكون كترك هناك قلبك أيضًا» وشاع اسم القديس في كل الكورة المحيطة وفي جميع جزائر البحر وبين السالكين فيه من التجار أو المسافرين وكان بذكر اسم القديس أوكين في وسطهم يخلصهم الله من نوائب البحر فالكل يمجد إله القديس أوكين ربنا يسوع المسيح.

## رؤية الانبا أوكين
في أحد الأيام رأى مركب لصوص (قراصنة). كان في إحدى المرات سفينة قوي عليها الماء والنوء حتى صارت في شق في الجبل في مضيق عظيم وأصبح في شدة عظيمة، ولم يقدروا أن يخرجوها من ذلك الموضع. فصرخوا إلى الله لكي ينقذهم من هذه البلية، وينجيهم من غرق البحر بصلاة القديس الأنبا أوكين، فسمع الله صلاته، وأظهر للقديس أمرهم وأن يذهب ويخلص تلك السفينة من عطب البحر، فقام القديس في الحال وذهب إليهم، نظر ركاب تلك السفينة فوجدوا رجل الله القديس أوكين آت ماشيًا على وجه الماء متجهًا نحوهم، فرفعوا أصواتهم صارخين قائلين " ارحمنا يا رجل الله أعبر إلينا وأعنا لأننا علمنا أن الله أرسلك إلينا لتخلصنا من ضيقة هذه اللجة الصعبة التي نحن فيها الآن ". وقف القديس بجوارهم ثم سجد لله قائلاً " أيها الرب الإله القوي الجالس على، الكاروبيم، ملك السماء والأرض، الذي لك سلطان على البر والبحر واللجج، خلص عبيدك من هذه التجربة التي هم فيها، وأوصلهم إلى الميناء الهاديء لأنك وحدك الصالح إلى الأبد آمين ". وبعد أن أتم القديس صلاته هبت ريح من التيمن ولكن لم تتحرك تلك السفينة لأن انشبكت تحت شق الجبل، فعاد القديس وصلى أيضًا من أجل نجا م فسمع الله صوته، فغطست الصخرة السفلية (التي من شق الجبل) إلى أسفل وتخلصت السفينة من هذا الشق. وفي تلك الساعة تحركت السفينة بسلام وسارت في طريقها حتى وصلت إلى الميناء الهادئ، بصلاة القديس الأنبا أوكين.

## معجزات الانبا أوكين
أظهر الله الكثير من العجائب والمعجزات في البر والبحر على يدي القديس أوكين، وكان الله قد أعطاه قوة ومعونة حتى شاع خبره في كل الأرض، وكل من سمع وأبصر أفعاله كان يتعجب جدًا ويسبح الله من قبله، فلما رأى القديس أوكين هذه القوات الإلهية التي أعطاها الله له ولم يستطع إخفاء نفسه، وكثر من الناس مديحه، فمضى وأقام مدبرًا ورئيسًا للدير الذي بناه عوضًا عنه، ولبس لباسًا حقيرًا كأحد الفقراء المساكين وتوجه إلى دير القديس الأنبا باخوم في صعيد مصر، حيث لا أحد يعرف عنه شيءًا، متوسلًا أن يقيم عندهم سلك القديس أوكين في وسطهم متواضعًا فأعطاه الله كرامة، فظهرت قداسته وقد صار له وقار بسبب تدبيره وعمله وصنعه للآيات لذلك هرب من الدير فخرج رئيس الدير وجميع الإخوة ورائه ليبحثوا عنه في المزارع والساحات وبين الكروم فوجدوه ساجدًا على الأرض وهو يسبح الله، فتقدم إل يه رئيس الدير وجماعة الإخوة وسجدوا له حتى الأرض، وجاءوا به إلى الدير، وسألوه أن يصلي من أجلهم ويسكن عندهم وأمر رئيس الدير أن يضرب الناقوس فاجتمع كل الإخوة وتباركوا من القديس مار أوكين، ولم يرد القديس أن يحزن قلوبهم فسألهم وقال لهم «صلوا من أجلي يا إخوتي لكي يصنع معنا الله الذي يعرفه نافع لي ولكم بصلواتكم». وفي تلك الليلة خرج من الدير دون أن يعلم به أحد وعاد إلى بلاده رجع القديس إلى بلاده وأثناء رجوعه عاد ونظرالكوكب المضيء مرة أخرى أمامه، وبإرشاد من الروح القدس علم رهبان ديره بقدومه فخرجوا كلهم جميعًا للقائه بالمزامير والتسابيح يسبحون ويشكرون الله الذي أنعم لهم بقدوم القديس مار أوكين وتباركوا منه وطلبوا منه أن يبقى في وسطهم ليعلمهم الإيمان السليم، فلم يرد البقاء. مضى من عندهم وفي صحبته سبعون أبًا من تلك البلاد ملازمون له، وذهبوا إلى مدينة نصيبين أرض ما بين النهرين، وهناك تكاثر عددهم وصاروا جمعًا كثيرًا، ثم وصلوا إلى «الهرميس» قبلي مدينة نصيبين وسكنوا هناك بجوار الغاب الذي ينمو في تلك المواضع، وأقاموا سبعة أيام. هناك يسبحون الله دون أن يعلم بهم أحد وهناك رأى القديس أوكين إنسانًا به روح نجس يترل ويخرج من الماء، فناداه القديس قائًلا «تعال إلى هنا وتكلم معي» فأجابه الروح النجس وقال «ماذا تريد مني يا مار أوكين يا خائف الله» فقال له القديس «كم من السنين أنت ساكن في هذا الإنسان؟»، فأجابه «ست وثلاثون سنة ساكن في هذا الإنسان». فقال له القديس «باسم ربنا يسوع المسيح الذي طرد لجئون من ذلك الذي كان ساكنًا بين القبور أخرج من هذا الإنسان وامضِ وليس لك سلطان لتتسلط عليه مرة أخرى» وللوقت خرج الروح الشرير من ذلك الإنسان ومضى. ولما مضى هذا الرجل قام لوقته ودخل المدينة وبدأ يبشر في البيوت، والأزقة ويعرف الجميع كيف شفى وخرج الشيطان منه، حتى كل من رآه تعجب مما جعل أهل المدينة يسألونه قائلين «من هو هذا الرجل الذي شفاك من مرضك»، فكان يجيبهم قائ ً لا «يوجد رجال قديسون ساكنون في وسط الغاب على النهر قبلي المدينة، ورئيسهم الذي هو أب لهم صاح وأمر الشيطان الساكن فيَّ أن يخرج ومن تلك اللحظة خرج الشيطان مني وعوفيت». انزعج أهل المدينة لسماعهم هذا الكلام قائلين «ما عسى هذا الأمر؟!!». أتى جميع أهل المدينة إلى حيث كان القديسون وقال لهم «من أنتم وما هو عملكم؟» فأجاب القديس مار أوكين قائلًا «نحن قوم غرباء من أجل المسيح ابن الله، الذي له نحن نسجد ونعبد ونحن أيضًا له تلاميذ، وباسمه نستطيع أن نشفي كل مرض وكل وجع ونطرد الشياطين من البشر، الذي له أمجد والإكرام والعزة والسجود الآن وكل أوان وإلى دهر الدهور».
سمع رؤساء المدينة كلام القديس الأنبا أوكين وقال له «إن كان هذا هو عملكم، قوموا وادخلوا معنا المدينة واسكنوا في وسطنا لأن بيننا كثيرون محتاجون إلى أفعالكم» فقال لهم القديس «اتركونا اليوم يا أحبائي لأنه يوم الرب يوم الأحد ولا نستطيع أن نقضيه في الدخول إلى المدينة، بل إن كان الله يريد غدًا نحن نأتي إليكم». وفي تلك الليلة ترك القديس المكان وتلاميذه معه وصعد إلى جبل «درلا» شرقي المدينة، هناك وجدوا مغارة على رأس الجبل سكنوا فيها لمدة ثلاثين سنة مواظبين على الأعمال الروحانية وتنفيذ الوصايا الإلهية، وسمع كثيرون من مختلف البلاد واشتموا رائحة المسيح الزكية فيهم، فأتوا وسكنوا معهم، خاضعين كلهم لتدبير القديس أوكين وكثر عددهم حتى صار ثلاثمائة وخمسون رجًلا متفقين بمحبة إلهية بغير غش أو رياء وكل واحد منهم يحرص ويجتهد على أن يظهر حسن سيرته وفضيلة تدبيره وكانوا لا يفترون عن غسل أيدي وأرجل الغرباء الذين يأتون إليهم وسر السيد المسيح بأعمالهم وتدبيرهم فأعطاهم قوة لشفاء المرضى وإخراج الشياطين وكل الأ عمال الحسنة باسمه.
ومن بعد ذلك الزمان أظهر الله للقديس الأنبا أوكين ملاكًا قائمًا أمامه قائلًا له «شد وسطك مثل الجبار، وبشر هنا ببشارة الملكوت لأن الله قد سمع صلواتك وتضرعاتك أمامه من اجلهم، قم بإعلان أنت وإخوتك اليوم وأظهروا أنفسكم لكل الناس ولا تخافوا من الذين يقتلون الجسد وليس لهم القدرة أن يقتلوا النفس أيضًا» فبعد ذلك نزل القديس والإخوة معه وتلمذوا وعلموا في المدن والقرى وكل الضياع، وأجرى الله على أيديهم عجائب كثيرة.
كان تلاميذ القديس أوكين يشترون جرارًا ويملأوا ماء ثم يضعون هذه الجرار في مفارق الطرق ليشربوا منها كل المسافرين والمارين، كانوا يفعلون ذلك بكل همة ونشاط مواظبين على ملء هذه الجرار لينيحوا الغرباء والذين يأتون إليهم، فكان هذا عملهم وتدبيرهم. في أحد الأيام مضى أحد تلاميذ القديس أوكين ليملأ جرته من النهر، هناك صادف إنسانًا وقع حمل القمح منه على الطريق وكان قد تركوه رفقاءه ومضوا، فبقى الرجل منتظرًا قدوم من يجيء ويرفع معه هذا الحمل، وإذا تلميذ القديس قادم، فلما أبصره الرجل سأله قائ ً لا «أعني وساعدني على وسق حملي» فتقدم إليه التلميذ ورفعا الحمل معًا وكان ذلك الحمل خمسة عشر قفيزًا، لا يقدر خمسة رجال أن يوسقوه، فلما رأى الرجل ذلك تعجب جدًا من التلميذ وكيف رفعا معًا الوسق دون الاستعانة برجال آخرين. دخل الرجل المدينة، فعنفه سيده قائ ً لا له «لأي سبب انقطعت من رفقتك» فحدث ذلك الرجل سيده ما حدث وكيف وجد ذلك الرجل الصالح وبقوة صلاته رفع الوسق بلا تعب، فسبحا الله وكانت عجائب كثيرة تجرى على يدي تلاميذ القديس أوكين.

## وصلات خارجية
- القديس أوكين